# 莫日
莫日（法語：Mauges，法語發音：[moʒ] ⓘ）是法国的一个历史悠久的传统地区，对应今曼恩-卢瓦尔省西南部与曾经的安茹行省。 
莫日历史上的主要城市为紹萊和博普雷欧。随着2015年和2016年成立新市镇的热潮，莫日地区的大部分市镇合并，组建了新市镇莫日地区博普雷欧、安茹地区舍米耶、卢瓦尔河畔莫日、埃夫尔河畔蒙特勒沃、奥雷当茹、塞夫勒穆瓦讷与利斯-上莱永。   